# Вязгино
 Вязгино — деревня  в  Смоленской области России,  в Смоленском районе. Расположена в западной части области  в 25 км к северу от г. Смоленска, на берегах реки Жереспея в 20 км севернее автомагистрали М1 «Беларусь».
Население — 330 жителей (2007 год). Административный центр Вязгинского сельского поселения. В деревне есть следующие улицы: Мира, Молодёжная, Дорожная, Набережная.

## Экономика
Почта, дом культуры, сельхозпредприятие «Липецкое», детский сад.